# Rork!
Rork! is een sciencefictionroman uit 1965 van de Amerikaanse schrijver Avram Davidson. In 1977 verscheen een Nederlandse vertaling in de Scala SF-reeks.

## Verhaal
Edran Lomar wil met rust gelaten worden en heeft zich daarom als vrijwilliger gemeld voor dienst op Pia 2, de meest afgelegen en geïsoleerde planeet in het sterrenstelsel. De planeet heeft vreemde bewoners, de Tocks (de Tamme en de Wilde) en de mysterieuze Rorks. Een moord en een ontvoering brengen Lomar samen met een Wilde Tock-vrouw op het onbekende Rork-continent waar hij meer komt te weten dan verwacht.